# Chachambitmanchal
Chachambitmanchal, jedna od 23 bande Atfalati Indijanaca Gatschet (1877), porodica Kalapooian, naseljena u 1. polovici 19. stoljeća oko 3,5 milja (5,5 kilometara) sjeverno od Forest Grovea u okrugu Washington u Oregonu. Većina populacije Atfalatija oko Forest Grovea: Chachamewa, Chachokwith, Chapungathpi, Chawayed i Chachambitmanchal podlegla je epidemijama bijelaca sredinom 19. stoljeća, a ostaci su završili na rezervaru Grand Ronde, gdje još možda imaju potomaka.